# Raimundo Sarmento
Raimundo José do Rego Sarmento (10 de outubro de 1994), mais conhecido como Jeca, é um futebolista timorense que atua  pela defesa. Atualmente joga pelo Real Ermera Lions, equipe local.

## Carreira internacional
Jeca fez sua estreia internacional contra a Mongólia pelas eliminatórias para a Copa do Mundo FIFA de 2018 em 12 de março de 2015 como substituto de Diogo Santos aos 44' do segundo tempo.